# النادي الوطني الليبرالي
النادي الوطني الليبرالي نادٍ خاص في لندن، مفتوح لكل من الرجال والنساء. أنشئ على يد ويليام إيوارت غلادستون في عام 1882 لتوفير مرافقه لمنظمي حملات الحزب الليبرالي بين الناخبين الحديثين في أعقاب قانون الإصلاح الثالث في عام 1884، وهدف لأن يكون نسخة ميسورة الوصول أكثر من نادي لندن التقليدي.
بني النادي على الأسلوب الإيطالي في الهندسة المعمارية، وهو ثاني أكبر مبنى للأندية تم بناؤه في لندن. (كان الأكبر على الإطلاق في ذلك الوقت، ولكن حل محله مبنى نادي السيارات الملكي الأخير الذي اكتمل في عام 1911). صمم من قبل ألفريد ووترهاوس، وأتم بناؤه في عام 1887. تشمل مرافق المبنى غرفة لتناول الطعام وحانة وغرف للأشغال وغرفة للبليارد وغرفة للتدخين ومكتبة وشرفة على ضفة النهر. يقع النادي في ساحة وايتهال بلاس، بالقرب من مجلسي البرلمان، وميدان التيمز، وميدان ترفلغار.

## تاريخ

### النشأة
يرجع تكوين النادي إلى آرثر جون ويليامز، الناشط في الحزب الليبرالي الويلزي (ولاحقًا عضوًا في البرلمان)، الذي اقترح إنشاء النادي في اجتماع عمومي خاص لنادي القرن قصير الأجل في 14 مايو 1882، وذلك من أجل توفير «حيز للديمقراطية، خالٍ من التمييز الطبقي المرتبط بنوادي ديفونشاير والإصلاح». عقد أول اجتماع كامل للنادي الجديد في 16 نوفمبر 1882 في فندق قصر وستمنستر (المدمر الآن) في شارع فيكتوريا. ثم اندمج نادي القرن نفسه في النادي الوطني الليبرالي مع نهاية العام. في سنواته الأولى، أعلن النادي أهدافه التالية:
1. توفير مكان اجتماعات غير مكلف لليبراليين وأصدقائهم من جميع أنحاء البلد.
2. تعزيز القضية الليبرالية.
3. إنشاء مكتبة سياسية وتاريخية كذكرى لغلادستون وأعماله.[3]

كان من شأن تعميم أولي للمشتركين أن يكون قد تم في نهاية عام 1882 بانضمام 2500 عضو من أكثر من 500 مدينة ومنطقة إلى النادي الجديد، وأن يصل عدد الأعضاء إلى 6500 عضو بحلول موعد افتتاح النادي في عام 1887.
افتتح نادٍ مؤقت أولي في ساحة ترافالغار في مايو 1883، على زاوية شارع نورثمبرلاند ووايت هول. استقر مقر النادي هناك لمدة أربع سنوات. تميز أول افتتاح للنادي بمأدبة افتتاحية استقبلت 1900 شخص في الحديقة المائية الملكية قبالة ساحة البرلمان، والتي ذكر بونش أنها شهدت استهلاك 200 دزينة من زجاجات بوماري شامبانيا. خلال فترة افتتاح النادي في ساحة ترافالغار، طرح سؤال برلماني في مجلس العموم حول رفع الراية البيضاء على سارية النادي كجزء من مقلب.
وضع غلادستون حجر الأساس للنادي في شكله الحديث في 9 نوفمبر 1884، عندما أعلن «عمومًا، ينبغي أن أقول أنه لا يمكن أن تكون هناك مناسبة أقل إثارة للاهتمام من وضع حجر الأساس لنادٍ في لندن. ما هي نوادي لندن؟ أخشى أنها مجرد معابد فاخرة للراحة. لكن هذا النادي ذو طابع مختلف إلى حد بعيد»، وتصور النادي بكونه مؤسسة شعبية لجموع الناخبين. مع ذلك، أشار عضو آخر من مؤسسي النادي، جي. دبليو. إي. راسل، قائلًا: «بالتأكيد لم نكن نتوقع أبدًا الوجود الفخم للتيراكوتا والبلاط المكسو الذي يحمل الآن هذا الاسم. كان هدفنا المتواضع هو توفير مكان اجتماع مركزي لليبراليين في المدن الكبرى والمقاطعات، حيث كل وسائل الراحة في الحياة يمكن الحصول عليها من خلال ما يسمى بالأسعار الشعبية، لكنه أضاف: «على الأقل، أردنا لنادينا أن يكون ملاذًا للطبقة الكادحة الراديكالية. لكن جلادستون أصر على أن يكون ورشة عمل مخصصة للعمل الجاد». جمعت الأموال للنادي ببيع 40 ألف سهم بمبلغ 5 باوند لكل سهم (ما يعادل 554 باوند سنة 221)، في شركة ذات مسؤولية محدودة، مع الاشتراط على أنه «لا ينبغي أن يكون لأي مساهم أكثر من عشرة أصوات»، لمنع قلة من الرجال الأثرياء من السيطرة على النادي. مع ذلك، فإن تلك العملية لم تجمع سوى 70 ألف جنيه إسترليني (أي ما يعادل 7 مليون و762 ألفًا و829 جنيه إسترليني سنة 2021)، وعلى ذلك، جمع مبلغ 52 ألف و400 جنيه إسترليني إضافي لبناء النادي من قبل الجمعية المركزية الليبرالية. أما المبلغ المتبقي الذي كان مطلوبا وقدره 30 ألف جنيه فقد جمع عن طريق صناديق الرهن العقاري.
لم يكن النادي قد أتم بعد عندما فتح أبوابه في عام 1887، ولكن تم افتتاحه في وقت مبكر من 20 يونيو للسماح للأعضاء بمشاهدة مواكب اليوبيل في ذلك العام من ملعب النادي. عندما انتقل النادي لاحقًا إلى عنوانه الحالي، حصل حدث «الأحد الدامي» على عتبة بابه خلال أعمال الشغب في ساحة ترافالغار في 13 نوفمبر 1887. توافد أعضاء النادي على النوافذ لمشاهدة جورج برنارد شو (عضو النادي) يلقي خطابًا في المظاهرة، وفي وقت لاحق من اليوم شهدوا ما تلا ذلك من إراقة الدماء.
في أواخر القرن التاسع عشر، كانت عضوية النادي سياسية في المقام الأول، ولكنه اكتسب صورة صحفية قوية وحتى بوهيمية. عرف عن الأعضاء أنهم كانوا ينهون أمسية من تناول الطعام بالغوص في نهر التايمز. من بين الشخصيات السياسية للنادي، قال جورج برنارد شو في نقاش ضمن النادي: «لم ألتق بعد بعضو في النادي الوطني الليبرالي لم تكن في نيته دخول البرلمان في وقت ما، باستثناء أولئك الذين، مثل رئيسنا اللورد كارينغتون، موجودون بالفعل أساسًا في البرلمان».

في افتتاحية النادي، مثّل جميع الفصائل الليبرالية، من مفضلي الطبقة الحاكمة إلى الليبراليين، ولكن تضعضعت في غضون أربع سنوات مع إعلان حكومة إيرلندا سنة 1887، والتي شهدت الاتحاديين الليبراليين بقيادة جوزيف تشامبرلين وماركيز هارتنغتون (وكلاهما كان عضوًا مؤسسًا للنادي) ينفصلون عن الحزب وذهبوا إلى التحالف مع المحافظين.. الواقع أن تشامبرلين كان أحد أكثر المروجين حماسة للنادي عند انطلاقته. في حفل عام 1884 لوضع حجر أساس غلادستون للنادي، أشار هارتنغتون بأن النادي سيكون البيت المستقبلي لمؤتمر برمنغهام الحزبي الليبرالي بقيادة تشامبرلين، وكان تشامبرلين حينها واقفًا بجانبه، ورفض بشدة التعارض معه. قدم تشامبرلين استقالته في عام 1886، بعد فترة وجيزة من انقسام الحكم الداخلي، ولحقه هارتنغتون وغيره من الوحدويين الليبراليين البارزين في وقت مبكر من عام 1887، وعندما انسحب 130 وحدوي آخر في وقت واحد من النادي في عام 1889، وصفت صحيفة «سكوت أوبزيرفر» الحدث بأنه «واحد من أهم الأحداث التي حصلت مؤخرًا في السياسة الداخلية» بسبب الانقسام الذي حصل في صفوف الحزب الليبرالي.
كسب النادي سمعة بالتشدد، وذكر إتش. في. إيمي أن الراديكاليين حققوا نجاحًا واضحًا عندما استولى الجناح الراديكالي للنادي الوطني الليبرالي على تنظيم النادي في صيف عام 1897، وانتخبوا لجنة سياسية جديدة مع لابوشير رئيسًا وهارولد جيمس ريكيت سكرتيرًا. ضمت اللجنة نفسها السير روبرت ريد، وفيليب ستانهوب، هوربرت صموئيل، وروفوس إيساكس، وويليام فرانسيس تومبسون، محرر صحيفة «رينولدز نيوز». وجهت اللجنة رسالة مفتوحة إلى الدوائر الانتخابية تطلب منها إبداء آرائها بشأن السياسة، وحددت عدة مجالات تكون في الآراء موضع ترحيب. حلول شهر نوفمبر، أشارت الردود إلى أن أهمية إبداء الرأي تكمن في إضفاء الطابع الديمقراطي على البرلمان، ما في ذلك إلغاء حق النقض الذي يمارسه اللوردات، إصلاح الاكتتاب وقانون الانتخابات، والتفويض. من بين «الإصلاحات البارزة الأخرى» شملت جميع القضايا الرئيسية في ذلك اليوم (باستثناء التأميم). صيغت بعدها فيما يسمى «بيان الإصلاح الجذري» الذي أثار استياء المنظمة الأساسية إلى حد كبير. وزعت 38 ألف نسخة، وانتهى اجتماع عقدته اللجنة العامة للنادي بالموافقة على إعطاء الأولوية للإصلاح، وهو قرار أيده هيريرت هنري أسكويث بعد بضعة أيام.